# Biografielijst Av

## Ava
- Ramon Avanceña (1872-1957), Filipijns rechter

## Avb
- Viktor Avbelj, bekend als Rudi, (1914-1993), president van Slovenië (1979-1982)

## Avd
- Gennadi Avdejenko (1963), Sovjet-Russisch/Oekraïens atleet
- Deni Avdija (2001), Israëlisch basketballer

## Ave
- Jose Avelino (1890-1986), Filipijns politicus
- Daisy Hontiveros-Avellana (1917-2013), Filipijns toneelmaker en -actrice
- Lamberto Avellana (1915-1991), Filipijns film- en toneelregisseur
- Ferdinand Avenarius (1856-1923), Duits dichter en schrijver
- Joseph Louis Anne Avenol (1879-1952), Frans diplomaat
- Joeri Averbach (1922-2022), Russisch schaker
- Aleksandr Averboech (1974), Russisch/Israëlisch atleet
- Ilja Averboech (1973), Russisch kunstschaatser
- Hendrick Avercamp (1585-1634), Nederlands schilder
- Olga Averino (1895-1989), Russisch zangeres
- Greg Van Avermaet (1985), Belgisch wielrenner
- Averroes (1126-1198), Moors filosoof
- James Avery (1945-2013), Amerikaans acteur
- Oswald Avery (1877-1955), Canadees-Amerikaans arts en medisch onderzoeker
- Tex Avery (1908-1980), Amerikaans tekenfilmmaker
- Daniel Avery (1985), Brits danceproducer
- Johannes Avetaranian (1861-1919), Turks zendeling
- Victor van Aveyron (ca. 1790-1828), Frans wild kind

## Avi

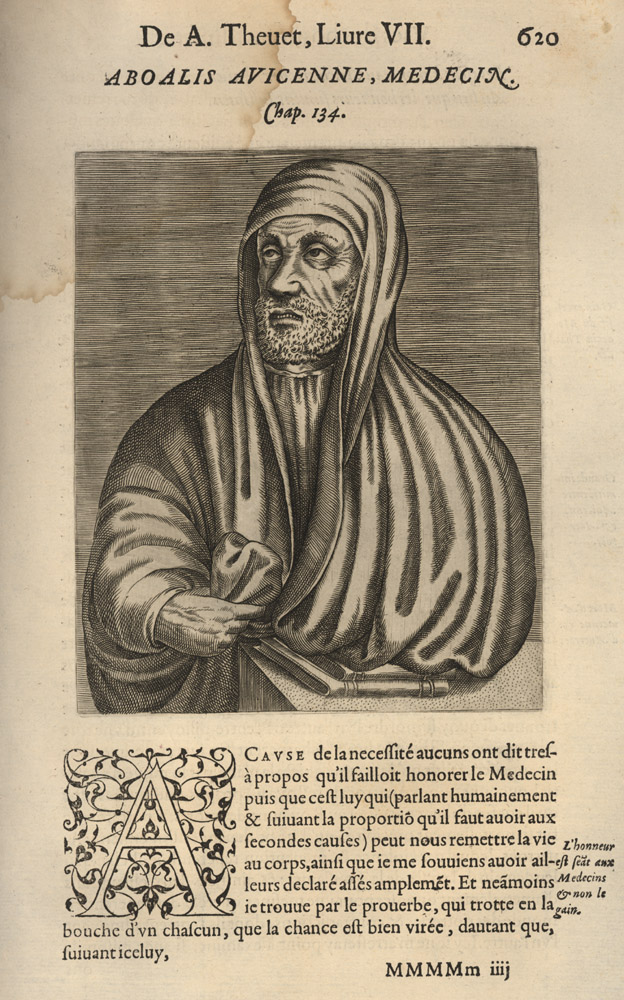
Avicenna

- Avicenna (980-1037), Perzisch geneeskundige
- Asaf Avidan (1980), Israëlisch singer-songwriter en muzikant
- Manuel Ávila Camacho (1897-1955), president van Mexico (1940-1946)
- Maximino Ávila Camacho (1891-1945), Mexicaans militair en politicus
- Rodolfo Ávila (1987), Macaus autocoureur
- John G. Avildsen (1935-2017), Amerikaans filmregisseur
- Raúl Avilés (1964), Ecuadoraans voetballer
- Nikolaj Avilov (1948), Sovjet-Russisch atleet

## Avn
- Uri Avnery (1923), Israëlisch journalist, vredesactivist en parlementariër

## Avo
- Amedeo Avogadro (1776-1856), Italiaans wetenschapper
- Yolande Avontroodt (1950), Belgisch politica

## Avr
- Shabtai Zisel ben Avraham, bekend als Bob Dylan, (1941), Amerikaans musicus

## Avt
- Avtandil Tskvitinidze (1973), Georgisch modeontwerper, bekend onder zijn voornaam

## Avv
- Irina Avvakoemova (1991), Russisch schansspringster